# Grande Prêmio de San Marino de 2004
Resultados do Grande Prêmio de San Marino de Fórmula 1 (formalmente XXIV Gran Premio Foster's di San Marino) realizado em Imola em 25 de abril de 2004. Quarta etapa da temporada, foi vencido pelo alemão Michael Schumacher, da Ferrari, com Jenson Button em segundo pela BAR-Honda e Juan Pablo Montoya em terceiro pela Williams-BMW.

## Resumo

### Marcas do treino
- Primeira pole position de Jenson Button e da equipe BAR.[3]
- Primeira pole de um motor Honda desde Ayrton Senna no Grande Prêmio do Canadá de 1992.
- Primeira pole de um inglês (mas não de um britânico) desde Damon Hill no Grande Prêmio de Portugal de 1996.

### Sobre o GP
- Cristiano da Matta recebeu um drive-through por ignorar as bandeiras azuis.

## Classificação

### Treinos oficiais
| Pos.   | Nº | Piloto               | Equipe           | Tempo     | Dif.      |
| ------ | -- | -------------------- | ---------------- | --------- | --------- |
| 1      | 9  | Jenson Button        | BAR-Honda        | 1:19.753  | —         |
| 2      | 1  | Michael Schumacher   | Ferrari          | 1:20.011  | + 0.258   |
| 3      | 3  | Juan Pablo Montoya   | Williams-BMW     | 1:20.212  | + 0.459   |
| 4      | 2  | Rubens Barrichello   | Ferrari          | 1:20.451  | + 0.698   |
| 5      | 4  | Ralf Schumacher      | Williams-BMW     | 1:20.538  | + 0.785   |
| 6      | 8  | Fernando Alonso      | Renault          | 1:20.895  | + 1.142   |
| 7      | 10 | Takuma Sato          | BAR-Honda        | 1:20.913  | + 1.160   |
| 8      | 14 | Mark Webber          | Jaguar-Cosworth  | 1:20.921  | + 1.168   |
| 9      | 7  | Jarno Trulli         | Renault          | 1:21.034  | + 1.281   |
| 10     | 16 | Cristiano da Matta   | Toyota           | 1:21.087  | + 1.334   |
| 11     | 5  | David Coulthard      | McLaren-Mercedes | 1:21.091  | + 1.338   |
| 12     | 12 | Felipe Massa         | Sauber-Petronas  | 1:21.532  | + 1.779   |
| 13     | 17 | Olivier Panis        | Toyota           | 1:21.558  | + 1.805   |
| 14     | 15 | Christian Klien      | Jaguar-Cosworth  | 1:21.949  | + 2.196   |
| 15     | 19 | Giorgio Pantano      | Jordan-Ford      | 1:23.352  | + 3.599   |
| 16     | 18 | Nick Heidfeld        | Jordan-Ford      | 1:23.488  | + 3.735   |
| 17     | 20 | Gianmaria Bruni      | Minardi-Cosworth | 1:26.899  | + 7.146   |
| 18     | 21 | Zsolt Baumgartner    | Minardi-Cosworth | 1:46.299  | + 26.546  |
| 19     | 11 | Giancarlo Fisichella | Sauber-Petronas  | sem tempo | sem tempo |
| 20     | 6  | Kimi Räikkönen       | McLaren-Mercedes | sem tempo | sem tempo |
| Fonte: |    |                      |                  |           |           |

### Corrida
| Pos.   | Nº | Piloto               | Construtor       | Voltas | Tempo/Diferença     | Grid | Pontos |
| ------ | -- | -------------------- | ---------------- | ------ | ------------------- | ---- | ------ |
| 1      | 1  | Michael Schumacher   | Ferrari          | 62     | 1:26:19.670         | 2    | 10     |
| 2      | 9  | Jenson Button        | BAR-Honda        | 62     | + 9.702             | 1    | 8      |
| 3      | 3  | Juan Pablo Montoya   | Williams-BMW     | 62     | + 21.617            | 3    | 6      |
| 4      | 8  | Fernando Alonso      | Renault          | 62     | + 23.654            | 6    | 5      |
| 5      | 7  | Jarno Trulli         | Renault          | 62     | + 36.216            | 9    | 4      |
| 6      | 2  | Rubens Barrichello   | Ferrari          | 62     | + 36.683            | 4    | 3      |
| 7      | 4  | Ralf Schumacher      | Williams-BMW     | 62     | + 55.730            | 5    | 2      |
| 8      | 6  | Kimi Räikkönen       | McLaren-Mercedes | 61     | + 1 volta           | 20   | 1      |
| 9      | 11 | Giancarlo Fisichella | Sauber-Petronas  | 61     | + 1 volta           | 18   |        |
| 10     | 12 | Felipe Massa         | Sauber-Petronas  | 61     | + 1 volta           | 12   |        |
| 11     | 17 | Olivier Panis        | Toyota           | 61     | + 1 volta           | 13   |        |
| 12     | 5  | David Coulthard      | McLaren-Mercedes | 61     | + 1 volta           | 11   |        |
| 13     | 14 | Mark Webber          | Jaguar-Cosworth  | 61     | + 1 volta           | 8    |        |
| 14     | 15 | Christian Klien      | Jaguar-Cosworth  | 60     | + 2 voltas          | 14   |        |
| 15     | 21 | Zsolt Baumgartner    | Minardi-Cosworth | 58     | + 4 voltas          | 19   |        |
| 16     | 10 | Takuma Sato          | BAR-Honda        | 56     | Motor               | 7    |        |
| Ret    | 18 | Nick Heidfeld        | Jordan-Ford      | 48     | Eixo de transmissão | 16   |        |
| Ret    | 16 | Cristiano da Matta   | Toyota           | 32     | Acidente            | 10   |        |
| Ret    | 20 | Gianmaria Bruni      | Minardi-Cosworth | 22     | Freios              | 17   |        |
| Ret    | 19 | Giorgio Pantano      | Jordan-Ford      | 6      | Pane hidráulica     | 15   |        |
| Fonte: |    |                      |                  |        |                     |      |        |

## Tabela do campeonato após a corrida
| Pos.   | Piloto             | Pontos |
| ------ | ------------------ | ------ |
| 1      | Michael Schumacher | 40     |
| 2      | Rubens Barrichello | 24     |
| 3      | Jenson Button      | 23     |
| 4      | Juan Pablo Montoya | 18     |
| 5      | Fernando Alonso    | 16     |
| Fonte: |                    |        |

| Pos.   | Construtor       | Pontos |
| ------ | ---------------- | ------ |
| 1      | Ferrari          | 64     |
| 2      | Renault          | 31     |
| 3      | Williams-BMW     | 27     |
| 4      | BAR-Honda        | 27     |
| 5      | McLaren-Mercedes | 5      |
| Fonte: |                  |        |

- Nota: Somente as primeiras cinco posições estão listadas.